# Вороніна Олена Володимирівна

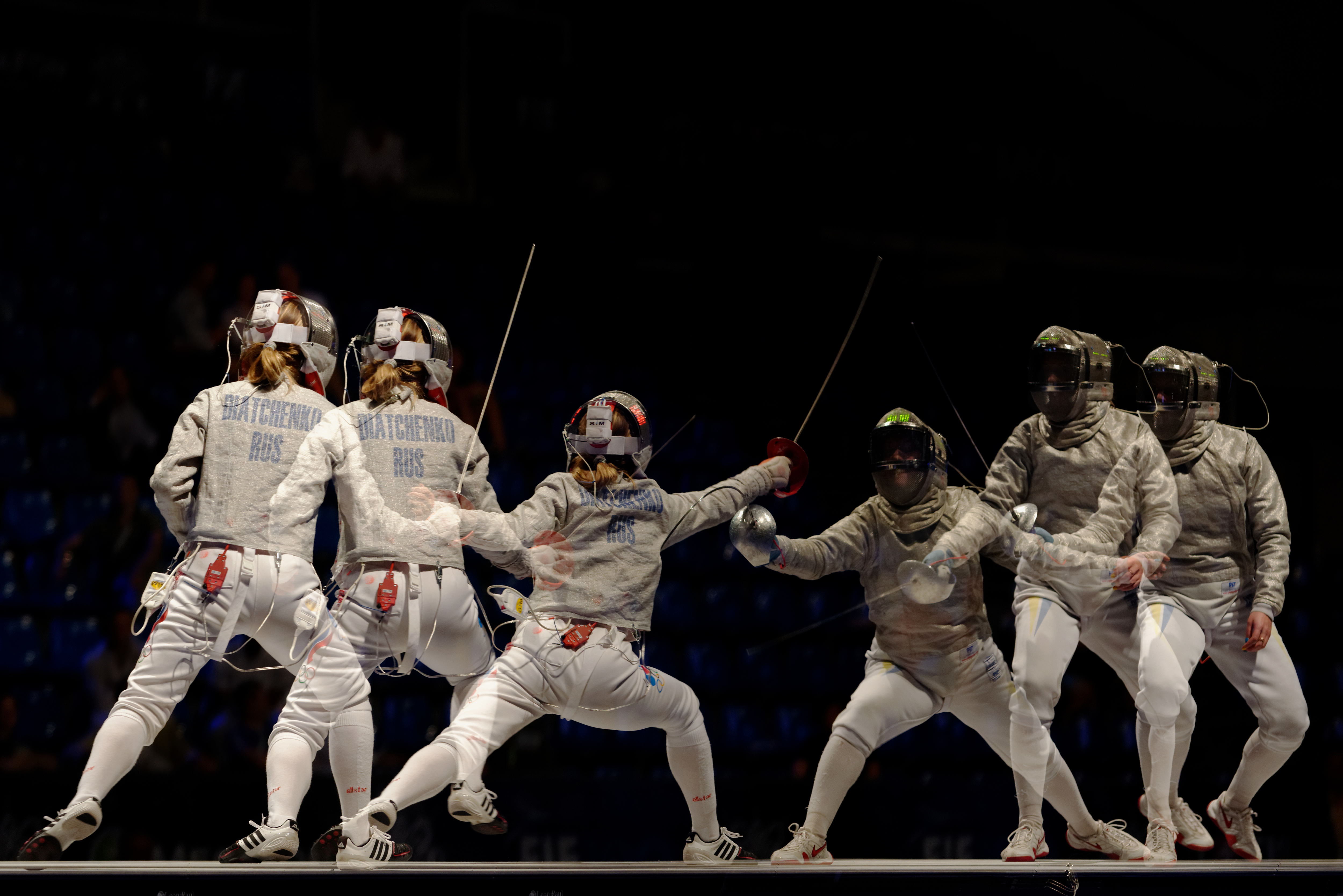
Олена Вороніна завдає удару Катерині Дяченко (L) у фіналі командного змагання на шаблях серед жінок Чемпіонату світу з фехтування 2013 року

Олена Вороніна (5 травня 1990) — українська шаблістка, срібна призерка Олімпійських ігор 2016 року в командній шаблі, чемпіонка світу.
Золоту медаль чемпіонки світу Олена здобула в командних змаганнях на чемпіонаті світу з фехтування 2013, що проходив у Будапешті, разом із Ольгою Харлан, Галиною Пундик та Аліною Комащук.
Станом на 2013 Олена — студентка Національного технічного університету Харківський політехнічний інститут.
У жовтні 2019 року на 7-х Всесвітніх Іграх серед військовослужбовців в Китаї у команді шаблісток разом з Аліною Комащук та Юлією Бакастовою виборола бронзову нагороду у команди Польщі з рахунком 45:41.

## Державні нагороди

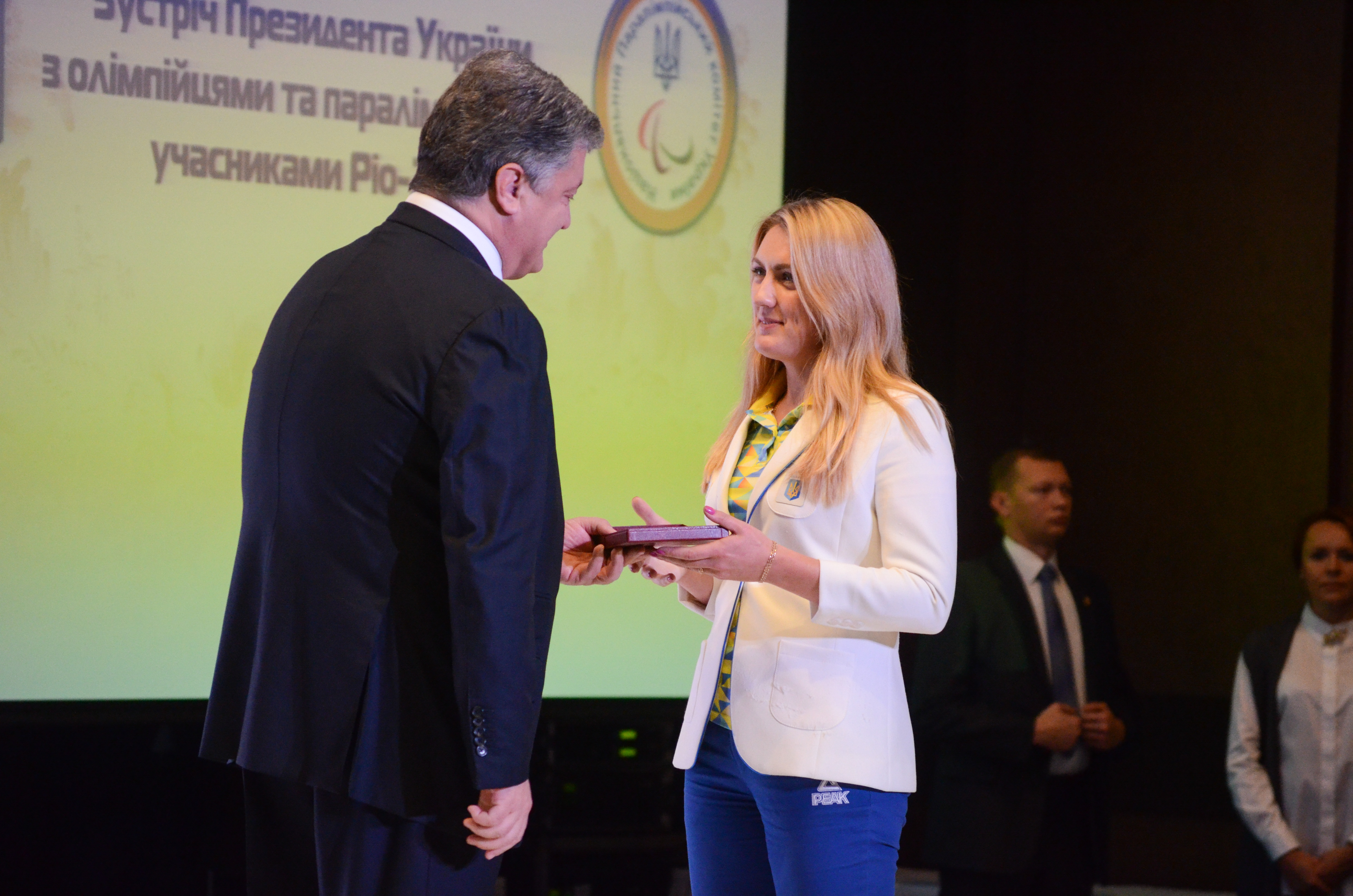
Олена Вороніна отримує Орден княгині Ольги III ст.

- Орден княгині Ольги III ст. (4 жовтня 2016) —За досягнення високих спортивних результатів на Іграх ХХХІ Олімпіади 2016 року в місті Ріо-де-Жанейро (Федеративна Республіка Бразилія), виявлені мужність, самовідданість та волю до перемоги, утвердження міжнародного авторитету України[3]